# Lingua papiamento
Il papiamento (nomi nativi: papiamento ad Aruba, papiamentu a Curaçao, papiamen a Bonaire) è una lingua creola parlata nelle isole caraibiche di Aruba, Curaçao e Bonaire.

## Storia
Il papiamento nacque da un pidgin portoghese parlato dagli ebrei sefarditi e dai loro schiavi in fuga dal Brasile. Un altro pidgin portoghese giunse nelle cosiddette isole ABC (Aruba, Bonaire e Curaçao), portatovi dagli ebrei provenienti da Capo Verde: si trattava di un misto di creolo basato sul portoghese Mina (a sua volta un misto di creolo di Capo Verde e di twi) e di creolo basato sul portoghese angolar (diffuso in Angola e Congo).
Con la dominazione spagnola, tale lingua venne ulteriormente arricchita con influenze spagnole (del resto, una forte impronta spagnola era già presente nella lingua giudeo-spagnola parlata dagli ebrei sefarditi del Brasile).
Quando poi le isole ABC furono annesse all'impero coloniale olandese, numerosi prestiti giunsero dalla lingua olandese. Fu così che ebbe origine l'idioma attualmente conosciuto con il nome di papiamento, laddove papia significa "parlare"; termine che deriva dal portoghese papear. Del resto, altre lingue creole basate sul portoghese sono chiamate papia, ad esempio il Papia Kristang di Malacca.

## Classificazione e affinità con altre lingue
Il papiamento è una lingua creola basata sul portoghese, su varie lingue africane, sulle lingue aruache e sulla lingua neerlandese. In seguito ai contatti con le coste sudamericane, si sono avuti recenti influssi spagnoli.
Il papiamento presenta numerose affinità con altre lingue creole portoghesi, in particolare africane (forro, kriol e creolo di Capo Verde). Per esempio, l'uso dei pronomi Mi e bo che sia nel papiamento sia nel creolo di Capo Verde significano "io" e "tu" e che derivano rispettivamente dal portoghese mim e vós. L'uso della "b" al posto della "v" è frequente nei pidgin portoghesi e deriva dai dialetti del Portogallo settentrionale. 
Inoltre, altra caratteristica comune è l'utilizzo del verbo ta (dal portoghese parlato "tá", abbreviazione del verbo estar) davanti ad altri verbi, anche nel caso con verbi in cui tale uso non si riscontri nel portoghese standard.
Il papiamento è perciò in buona parte mutuamente intelligibile con i vari creoli di Capo Verde: ciò si spiega considerando il fatto che molti ebrei sefarditi abbandonarono l'arcipelago di Capo Verde alla volta delle isole ABC.

## Diffusione geografica
Il papiamento è la prima lingua parlata nelle isole caraibiche di Aruba, Curaçao e Bonaire.

### Dialetti
Il papiamento presenta due dialetti principali, uno ad Aruba e l'altro a Curaçao e Bonaire dove è chiamato "papiamentu", con differenze lessicali e diverse intonazioni. Esistono anche alcune differenze minori tra la lingua parlata a Curaçao e a Bonaire.

## Parlanti nei Caraibi olandesi
| Territorio | Abitanti (2009) | Parlanti |
| ---------- | --------------- | -------- |
| Aruba      | 106.523         | 66,3%    |
| Bonaire    | 12.877          | 83,2%    |
| Curaçao    | 141.700         | 80,3%    |

Fonte: (FR)  L'aménagement linguistique dans le monde

## Suoni
Le vocali derivano soprattutto dalle lingue iberiche (portoghese e spagnolo), sebbene vi siano anche suoni tipicamente olandesi quali: ee, ui, ie, oe, ij, ei, oo e aa.
Il papiamento, insieme con il saramacano, è una lingua tonale, caratteristica questa (di probabile origine africana) abbastanza insolita per molte lingue creole.

## Vocabolario
La maggior parte del vocabolario deriva dal portoghese e dallo spagnolo: spesso, tra l'altro, risulta difficile stabilire da quale di queste due lingue un vocabolo derivi a causa sia della somiglianza tra le due sia dei cambiamenti avutisi nel corso del tempo. Studi linguistici hanno mostrato che circa due terzi del vocabolario derivano da portoghese e spagnolo, un quarto dal neerlandese e il resto da altre lingue.
Esempi di parole per le quali risulta difficile stabilire l'origine portoghese o spagnola:
- Por fabor = spagnolo/portoghese por favor
- Señora = portoghese Senhora; spagnolo Señora
- Cua? = portoghese Qual; spagnolo Cual
- Cuanto? = portoghese Quanto; spagnolo Cuanto

Mentre l'uso della [u] finale si può far di certo risalire al portoghese, la dittonghizzazione è di chiara origine spagnola.
Altri termini mostrano chiaramente una doppia origine. Tra gli altri, vi sono Subrino (nipote), in cui la pronuncia della \u\ deriva dal portoghese Sobrinho, mentre quella \n\ viene dallo spagnolo Sobrino.
Parole di chiara origine portoghese:
- sapatu = scarpe - portoghese, sapato, spagnolo, zapato
- cacho = cane - portoghese, cachorro, spagnolo perro
- bisiña = vicino - portoghese, vizinho, vizinha, spagnolo, vecino, vecina

Parole di origine spagnola:
- siudat = città - spagnolo, ciudad
- sombré = cappello - spagnolo, sombrero
- karsón = pantaloni - spagnolo, calzón

Parole di origine olandese:
- apel = mela - olandese, appel
- blou = blu - olandese, blauw
- buki = libro - olandese, boek

## Sistema di scrittura
Esistono due modi diversi di scrivere in papiamento: uno più fonetico chiamato Papiamentu (usato a Curaçao e Bonaire) e uno che si ispira maggiormente alle regole ortografiche dello spagnolo (ad Aruba).

## Esempi

### Esempi di frasi
- Bonbiní! = Benvenuto!, portoghese Bem vindo, spagnolo bienvenido)
- Bon dia = Buongiorno, portoghese Bom dia; spagnolo Buenos dias
- Bon tardi = Buon pomeriggio, portoghese Boa tarde, spagnolo buenas tardes
- Bon nochi = Buonanotte (portoghese, Boa noite; spagnolo, Buenas noches)
- Kon ta bai? o Kon ta ku bida? = Come stai? o Come va la vita?, portoghese, Como vai?/Como está com a vida?; ta è portoghese vernacolare del verbo essere, 'tá invece di está, spagnolo ¿Cómo te va?)
- Mi ta bon, danki = Io bene, grazie, portoghese vernacolare, Eu (mim) (es)tou bom/bem, e neerlandese Dank u
- Tur kos ta bon = Tutto bene, portoghese tudo está bem (bom)
- Hopi bon o Tremendo = Molto bene
- Trankilo = Tranquillo, tutto a posto, Portoghese/Spagnolo, tranquilo
- Hopi kalor = Molto caldo, portoghese/spagnolo calor/caliente
- Kon yama bo? = Come ti chiami?, portoghese Como você se chama? / Como te chamas?
- Mi yama Raul o Mi nomber ta Raul = Mi chiamo Raul, portoghese, Me Chamo Raul / Meu nome è Raul; spagnolo, Mi nombre es Raul
- Di unda bo ta bini? = Di dove sei?, portoghese, De onde você vem?
- Mi ta bini di… = Vengo da …, portoghese Eu venho de…
- Mi ta biba na…= Vivo a in…, portoghese Eu vivo na…
- Por fabor = Per favore, portoghese/spagnolo por favor
- Masha danki = Grazie mille, olandese, Dank u
- Di nada = Prego, portoghese/spagnolo De nada
- Homber = Uomo, portoghese, Homem; spagnolo Hombre
- Muhé = Donna, portoghese Mulher; spagnolo Mujer
- Si = Sì, spagnolo Sí; portoghese Sim
- No = No, spagnolo No; portoghese Não
- Ainda no = Non ancora, portoghese Ainda não
- Ayó! = Arrivederci!, portoghese Adeus; spagnolo Adiós
- Te otro biaha! = Ci vediamo!, portoghese Até outro dia
- Te oro = Ci vediamo!
- Mi ta sintibo falta! = Mi manchi!, portoghese Eu (mim) sinto vossa falta!, spagnolo me haces falta
- Mi ta stimabo = Ti amo, portoghese Eu (te) estimo (você) / Eu te amo
- Awo = Ora, portoghese Agora; spagnolo Ahora
- Ayera = Ieri, spagnolo Ayer
- Mi tin hamber = Ho fame, from spagnolo tengo hambre
- Mi tin set = Ho sete, spagnolo tengo sed, Portuguese Eu tenho sede
- Laganos ban sali! = Andiamo fuori!, spagnolo ¡Vamos a salir!
- Te mayan!, Te aworo! (Te'woro), Te despues! = Ci vediamo!, Ciao!, Portuguese Até amanhã, Até logo, Até depois)
- Masha pabien = Buon compleanno!, portoghese Muitos parabéns!
- Bon Aña = Buon anno nuovo!, portoghese Feliz ano novo or Bom ano; Spanish Feliz año nuevo
- Bon pasku! = Buona Pasqua!, portoghese, Boa Páscoa
- No lubidá! = Non dimenticare!, spagnolo, No olvides
- Korda skibimi bek masha lihe! = Scrivimi al più presto possibile!
- Mener = Signore, portoghese Senhor; spagnolo Señor; olandese Meneer
- Señora = Signora, portoghese Senhora, spagnolo Señora
- Jufrouw = Signorina, olandese, juffrouw
- Mi number di telefon ta… = Il mio numero di telefono è …, spagnolo Mi número de teléfono es…
- Bel mi = Chiamami (al telefono), olandese, Bel me

### Relazioni sociali
- Mayornan = genitori
- Tata = padre
- Mama = madre
- Tawela (Padushi, Aruba) = nonno (spagnolo, Abuelo)
- Wela (Madushi, Aruba) = nonna (spagnolo, Abuela)
- Omo (Aruba) = zio (olandese, Oom)
- Tio (Curaçao, Bonaire) = zio (portoghese, spagnolo, Tio)
- Tanta, Tanchi (Curacao, Bonaire) = zia (olandese, Tante)
- Tia (Aruba) = zia (portoghese, spagnolo, Tia)
- Homber = uomo (spagnolo hombre)
- Muhé = donna (spagnolo, mujer, portoghese, Mulher)
- Yu homber = figlio
- Yu muhé = figlia
- Muchanan = figli
- Mucha homber  = ragazzo
- Mucha muhé = ragazza
- Ruman homber = fratello (spagnolo hermano)
- Ruman muhé = sorella
- Rumannan = fratelli e sorelle
- Subrino = (il) nipote (portoghese, Sobrinho; Spanish, Sobrino)
- Subrina = (la) nipote (portoghese, Sobrinha; Spanish, Sobrina)
- Primu, prima = cugino/a (portoghese/spagnolo, Primo, Prima)
- Padrastro, Tata di kriansa = patrigno (come in portoghese)
- Madrastra, Mama di kriansa = matrigna (come in portoghese)
- Yu homber di kriansa = figliastro
- Yu muhe di kriansa = figliastra
- Padrino = padrino
- Madrina = madrina
- Iha = figlioccio
- Ñetu  = (il) nipote di nonno (portoghese neto, spagnolo, nieto)
- Ñetu muhe = (la) nipote di nonno (portoghese neta, spagnolo, nieta)
- Kasa = marito, moglie (portoghese/spagnolo casar)
- Amigo, amiga = amico (portoghese/spagnolo, Amigo, Amiga)
- Bisiña = vicino (portoghese, Vizinho, Vizinha, spagnolo, vecino)
- Enemigu/a (Enemigo, Aruba) = nemico (spagnolo, enemigo/a, portoghese, Inimigo/a)

### Parti del corpo umano
Capelli - cabei
Testa - cabes
Fronte - frenta
Sopracciglia - cejas  (wenkbrouw, Aruba)
Occhi - ojos (wowo, Aruba)
Orecchie - orea
Naso - nanishi
Bocca - boca
Collo - cuello (garganta, Aruba)
Braccia - brazos (brasa, Aruba)
Gomiti - codos (elleboog, Aruba)
Mani - manos (man - man nan , Aruba)
Dita - dedos (dede, Aruba)
Unghie - uñas (huña)
Petto - pecho
Pancia - barica
Ombelico - lombrishi
Gambe - piernas (pia, Aruba)
Ginocchia - rudia
Polpacci - pantorillas (batat'i pia, Aruba)
Caviglie - tobillos
Piedi - pies (pia, Aruba)
Lingua - lengua (lenga, Aruba)
Denti - dientes (djente, Aruba)

### Animali
capretto = cabrito
pesce = pisca (Aruba), piska (Curaçao)

### La settimana
lunedì-djaluna
martedì-djamars
mercoledì-djarason
giovedì-djaweps
venerdì-djabierne
sabato-djasabra
domenica-djadumingu

### Mesi
gennaio-januari
febbraio-februari
marzo-mars
aprile-aprel
maggio-mei
giugno-juni
luglio-juli
agosto-ougustus
settembre-september
ottobre-october
novembre-november
dicembre-december

### Espressioni temporali
ieri - ayera
oggi - awe
domani - mañan

### Colori
bianco-blanku
nero-pretu
rosso-kora
verde-bèrdè
blu-blou
rosa-ros